# جیمی استار
جیمی استار (انگلیسی: Jimmy Starr؛ ‏ ۳ فوریهٔ ۱۹۰۴ – ۱۳ اوت ۱۹۹۰) نویسنده، ستون‌نویس و فیلم‌نامه‌نویس اهل ایالات متحده آمریکا بود. او پس از بازنشستگی از سینما، به فینیکس نقل مکان کرد و سال‌ها به‌عنوان مدیر تبلیغات و روابط عمومی برای مسافرخانه رامادا، که در آن زمان مقر اصلی‌اش در فینیکس بود، کار کرد. او بسیاری از مقالات و عکس‌های خود را به دانشگاه ایالتی آریزونا هدیه کرد.
از فیلم‌هایی که وی در آن‌ها نقش داشته‌است، می‌توان به بالای یک درخت اشاره نمود.